# 贾恩卡洛·安托尼奥尼
贾恩卡洛·安托尼奥尼（義大利語：Giancarlo Antognoni，1954年4月1日—），意大利男子足球运动员，场上位置是中场。他曾代表意大利国家队参加1978年和1982年国际足联世界杯，其中1982年世界杯获得冠军。